# Pareas monticola
Espèce
Synonymes
- Dipsas monticola Cantor, 1839

Pareas monticola est une espèce de serpents de la famille des Pareatidae. 

## Répartition
Cette espèce se rencontre :
- en Inde dans les États d'Assam, du Sikkim, dans le district de Darjeeling au Bengale-Occidental et dans le district de Tawang dans l’État d'Arunachal Pradesh ;
- au Viêt Nam ;
- en République populaire de Chine au Tibet et dans le Yunnan.

## Étymologie
Le nom spécifique monticola vient du latin monticola, « habitant des montagnes », en référence à la distribution de ce saurien.

## Publication originale
- Cantor, 1839 : Spicilegium Serpentium Indicorum. part 1 Proceedings of the Zoological Society of London, vol. 1839, p. 31-34 (texte intégral).